# Evil Star (album)
Evil Star è il terzo album in studio del gruppo musicale heavy metal svedese Wolf, pubblicato dalle etichette discografiche No Fashion Records e Massacre Records nel 2004.

## Il disco
Il disco si compone di dieci canzoni tutte orientate verso il metal tradizionale, con suoni e strutture musicali debitrici soprattutto ai lavori degli anni ottanta di Judas Priest, Iron Maiden e Mercyful Fate. Anche la voce del cantante, melodica ed improntata su tonalità alte, e i lunghi assoli di chitarra prendono ispirazione dalle band di quel periodo. L'album include anche la cover di (Don't Fear) The Reaper dei Blue Öyster Cult e l'edizione della Massacre Records è ampliata con la presenza di due bonus tracks, anch'esse rifacimenti di brani di altri gruppi: Die by the Sword degli Slayer e I'm Not Afraid of Life dei Ramones.

## Tracce
1. Evil Star – 6:09
2. American Storm – 6:06
3. The Avenger – 5:41
4. Wolf's Blood – 3:54
5. Transylvanian Twilight – 1:27 – (strumentale)
6. Devil Moon – 5:52
7. Out of Still Midnight – 3:59
8. The Dark – 5:35
9. Black Wing Rider – 4:28
10. (Don't Fear) The Reaper – 4:57 – (cover dei Blue Öyster Cult)

Bonus Tracks nell'edizione della Massacre Records
1. Die by the Sword – 4:13 – (cover degli Slayer)
2. I'm Not Afraid of Life – 4:05 – (cover dei Ramones)

## Formazione
- Niklas Olsson – voce, chitarra
- Mikael Goding – basso
- Daniel Bergkvist – batteria

### Produzione
- Peter Tägtgren – produzione, ingegneria del suono
- Peter in de Betou – mastering
- WalseCustomDesign – grafica